# ضعف التأليف
ضعف التأليف أن يكون تأليف أجزاء الكلام على خلاف قانون النحو، كالإضمار قبل الذكر لفظا أو معنى، نحو: ضرب غلامه زيدا.